# Ogasawarana metamorpha
Ogasawarana metamorpha је пуж из реда Cycloneritimorpha и фамилије Helicinidae. 

## Угроженост
Ова врста је крајње угрожена и у великој опасности од изумирања.

## Распрострањење
Јапан је једино познато природно станиште врсте.

## Станиште
Врста Ogasawarana metamorpha има станиште на копну.